# 不可思議呀...
《不可思議呀...》，是日本摇滚樂團ZARD的第2張單曲，1991年6月25日發行。

## 概要
- 继前作《Good-bye My Loneliness》后約4个月后的单曲。这张单曲也是以Zard的名义发行。
- ZARD的乐队成员有参与这张单曲的制作，是以乐队的形式发行的。

## 收录曲
1. 不可思議呀...（不思議ね…）
作詞：坂井泉水
作曲：織田哲郎
編曲：明石昌夫
2. 无法坦白说出口（素直に言えなくて）
作詞・作曲：坂井泉水
編曲：明石昌夫
  - 坂井泉水首次作曲的作品。

## 参加者
ZARD
- 坂井泉水：Vocal
- 町田文人：Guitar
- 星弘泰：Bass
- 道倉康介：Drums
- 池澤公隆：Keyboards